# Jan Huszcza

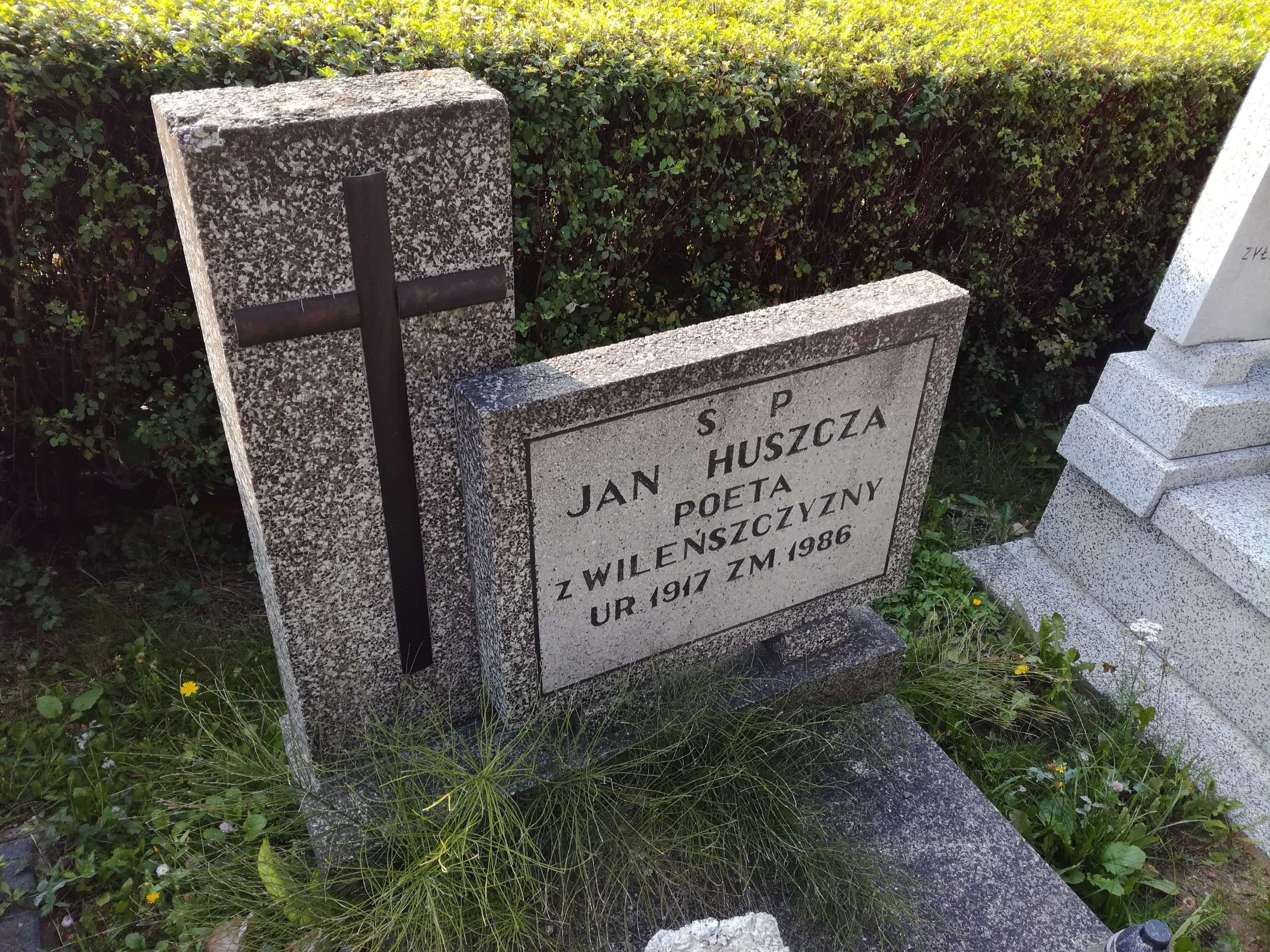
Grób Jana Huszczy na cmentarzu komunalnym Zarzew w Łodzi

Jan Huszcza (ur. 24 grudnia 1917 w Zagościniach na Wileńszczyźnie, zm. 26 czerwca 1986 w Łodzi) – polski poeta, prozaik i satyryk.

## Życiorys
Studiował na Wydziale Prawa Uniwersytetu Stefana Batorego w Wilnie oraz w Wyższej Szkole Nauk Politycznych w Wilnie. Debiutował w 1934 na łamach prasy wileńskiej jako poeta. Ogłosił w 1938 tom poezji Ballada o podróżnych. W 1940 został wywieziony do Kazachstanu, gdzie przebywał do 1943. W latach 1944–1945 służył w Ludowym Wojsku Polskim. W latach 1955–1957 był redaktorem dwutygodnika „Kronika”, zaś w latach 1970–1971 był redaktorem naczelnym czasopisma „Osnowa”. 
Spoczywa na cmentarzu komunalnym Zarzew w Łodzi.  

## Twórczość wybrana
- Pamiętnika liryczny
- Łbem o ścianę
- Miasteczko nad Olszaną
- Obrączki z kajdan
- Pied à terre
- Ballada o podróżnych
- Lata spośród lat
- Miłości dzień powszedni
- O ludziach i z ludźmi
- Obrączki z kajdan
- Od starorzecza
- Pied à terre
- Pory czasu człowieczego
- Rozmowy i zaklęcia
- Stara pijalnia
- W kwileniu czajek
- Sęp Sibiru, Wydawnictwo Łódzkie, Łódź 1983, 335 stron
- Wiersze
- Podróż sentymentalna, Wydawnictwo Pojezierze, Olsztyn 1972
- Matylda, Wydawnictwo Pojezierze, Olsztyn 1974

## Odznaczenia
- Złoty Krzyż Zasługi (1955)[2][3]
- Krzyż Kawalerski Orderu Odrodzenia Polski (1969),
- Honorowa Odznaka Miasta Łodzi (1965),
- Odznaka „Zasłużony Działacz Kultury” (1965),
- Złota Odznaka Honorowa „Zasłużony dla Warmii i Mazur” (1971)[3].